# The Episodes
The Episodes è un album in studio del gruppo musicale statunitense Taproot, pubblicato nel 2012.

## Tracce
1. Good Morning – 4:36
2. No Surrender – 4:25
3. Lost Boy – 4:21
4. Memorial Park – 4:42
5. The Everlasting – 3:48
6. Around the Bend – 4:01
7. A Kiss from the Sky – 3:26
8. Strange & Fascinating – 4:10
9. A Golden Grey – 4:00
10. We Don't Belong Here – 4:27